# Шишма (Сарактаський район)
Шишма́ (рос. Шишма) — село у складі Сарактаського району Оренбурзької області, Росія.

## Населення
Населення — 515 осіб (2010; 524 у 2002).
Національний склад (станом на 2002 рік):
- татари — 94 %